# 紅軍勝利紀念碑
紅軍勝利紀念碑位於四川省江油市纪念碑大街与解放街交汇处。原为“中国革命军第十九军一路司令董珩德政碑”，坐北朝南。
1935年4月17日，中国工农红军第四方面军攻占江油县中坝镇。第四方面军总指挥部决定将德政碑改为红军胜利纪念碑，总政治部副主任傅鍾负责改建工作。正面碑文：“百战百胜的工农红四方面军光荣胜利纪念碑”。背面碑文：“为争取独立自由与领土完整的苏维埃新中国而战”。西侧碑文：“彻底没收地主阶级土地平分给贫苦农民，坚决做好扩大红军的工作”。东面碑文：“铲除封建势力，消灭卖国贼蒋介石，坚决赤化全四川”。数月后，国民政府收复中坝，铲去碑文，重新刻字。1949年后，中共政权对其进行修复，南北两侧文字保存较好，东西两侧照原样恢复。1976年12月，江油县革命委员会公布为江油县文物保护单位。1980年7月7日列為四川省第一批重新確定公布的省級文物保護單位，文物遺址年代判定為1935年。